# جوزيف تاكاهاشي
جوزيف تاكاهاشي (بالإنجليزية: Joseph Takahashi)‏ هو عالم أمريكي، ولد في 16 ديسمبر 1951.